# 아리스토파네스

## 세계

### 희극 (상연된 해에 따라)
- 아카르나이의 사람들
- 기사
- 구름
- 말벌
- 평화
- 새
- 뤼시스트라테
- 테스모포리아 축제의 여인들
- 개구리
- 여인들의 민회
- 부의 신

## 같이 보기
- 고대 그리스 희극
- 그리스 문학
- 휴버트 패리
- 고대 그리스 연극